# Christian Gottfried Winckler
Christian Gottfried Winckler (* 1734 in Leipzig; † 1784 in Kesselshain) war ein fürstlich-sächsischer Hofrat, Kaufmann und bürgerlicher Rittergutsbesitzer. Er war Erb-, Lehn- und Gerichtsherr auf Wehlitz.

## Leben
Winckler stammte aus einer angesehenen Leipziger Kaufmannsfamilie, deren Vertreter teilweise die Erhebung in den Adelsstand erreicht hatten. Sein Vater hinterließ ihm als finanzkräftiger Kaufmann ein stattliches Vermögen, das ihm ermöglichte, eine dreijährige Europareise zu finanzieren. Bei der Suche nach einem Begleiter und Planer dieser Reise stieß Winckler im Jahre 1756 auf Gotthold Ephraim Lessing. Gemeinsam gingen sie am 10. Mai auf Reisen. Der Siebenjährige Krieg, der 1756 Ausbrach, machte ihre Reisepläne jedoch schon nach einigen Monaten zunichte, so dass Winckler gemeinsam mit Lessing wieder nach Leipzig zurückkehrte.
Am 19. Februar 1783 verkaufte er an Johann Friedrich Junius sein bei Schkeuditz gelegenes Rittergut Wehlitz mit dem markanten barocken Torturm. Dieses Rittergut hatte Winckler am 23. Oktober 1765 vom stark verschuldeten Adligen Friedrich Wilhelm von Schlegel käuflich erworben. Zuletzt lebte er auf dem Rittergut Kesselsheim im Amt Borna, dass sich im Besitz der Familie seiner ersten Ehefrau (von Einsiedel) befunden hatte.

## Familie
Christian Gottfried Winckler war in erster Ehe mit einer Geborenen von Einsiedel, Geschiedenen von Görne, verheiratet. In zweiter Ehe nahm Winckler eine Geborene von Griesheim zur Frau.